# Fahd bin Abd Allah bin Mohammed Al Sa'ud
Fahd bin Abd Allāh bin Moḥammed Āl Saʿūd (in arabo فهد بن عبد الله بن محمد بن عبد الرحمن آل سعود‎?; Riad, 1941) è un militare e politico saudita, membro della famiglia reale Āl Saʿūd.

## Primi anni di vita e formazione
Il principe Fahd è nato a Riad nel 1941 dal principe Abd Allah bin Mohammad e dalla principessa Noura bint Sa'ud, morta a fine luglio 2013, figlia di re Sa'ud. Suo padre era il più anziano fratellastro materno dei "sette Sudairi" in quanto unico figlio nato dall'unione di Hassa bint Ahmad al-Sudayri e Muhammad bin Abdul Rahman Al Sa'ud, fratellastro di re Abd al-Aziz. Il principe Fahd ha quattro fratelli e due sorelle.
Si è laureato all'Accademia navale degli Stati Uniti. Ha poi conseguito un master in scienze militari. Ha inoltre frequentato i programmi navali avanzati negli Stati Uniti, nel Regno Unito e in Pakistan. Inoltre, ha partecipato a programmi di comando presso il Collegio militare degli Stati Uniti.

## Carriera
Dopo gli studi, Fahd bin Abd Allah è entrato nella Regia marina saudita con il grado di ufficiale. In questo periodo ha avviato anche alcune attività imprenditoriali. Nell'aprile 2002 è stato nominato comandante della marina. Ha assunto inoltre i seguenti incarichi: capo dell'autorità delle operazioni delle forze navali, direttore presso l'ufficio del ministro della difesa e dell'aviazione, ispettore generale e poi vice-comandante delle forze navali. Si è ritirato dalla marina con il grado di tenente generale.
Il 20 aprile 2013, è stato nominato vice ministro della difesa con rango di ministro, in sostituzione di Khalid bin Sultan Al Sa'ud. Tuttavia, il mandato è stato molto breve essendo terminato il 7 agosto 2013 con la nomina di Salman bin Sultan Al Sa'ud.
Il 4 novembre 2017 re Salman ha costituito una commissione anti-corruzione guidata dal principe ereditario Mohammad bin Salman. Poche ore dopo la commissione ha ordinato l'arresto di undici principi e trentotto ex ministri. Il principe Fahd bin Abd Allah bin Mohammed è stato arrestato con l'accusa di corruzione.

## Vita personale
Il principe Fahd è sposato con Fahda bint Bandar bin Mohammed bin Abdul Rahman Al Sa'ud. Dall'unione sono nati otto figli.
Un dei figli, Abd al-Aziz, è sposato con la principessa Sara, figlia dell'ex vice ministro della difesa Khalid bin Sultan Al Sa'ud.
Il principe Fahd è noto per il suo amore per il deserto e i cavalli arabi.